# カンボジア野球リーグ
カンボジア野球リーグは、カンボジア国内で行われている野球リーグである。

## 参加チーム
18のクラブで構成されている。ケオポスに1クラブ、コンポンスプーに1クラブ、ポイペトに1クラブ、ブトンブンに2クラブ、ウドール・ミアンチェイに1クラブ、プレアビヒアに2クラブ、プノンペンに6クラブ、コンポントムに4クラブ存在している。